# Pinus gerardiana
Pinus gerardiana es una especie de pino nativa del noroeste del Himalaya. Existen poblaciones al este de Afganistán y Pakistán, así como al noroeste de la India, en altitudes que oscilan entre los 1800 y los 3350 metros. Frecuentemente se presenta en bosques mixtos, asociado a otras especies como el Pinus wallichiana y el Cedrus deodara.

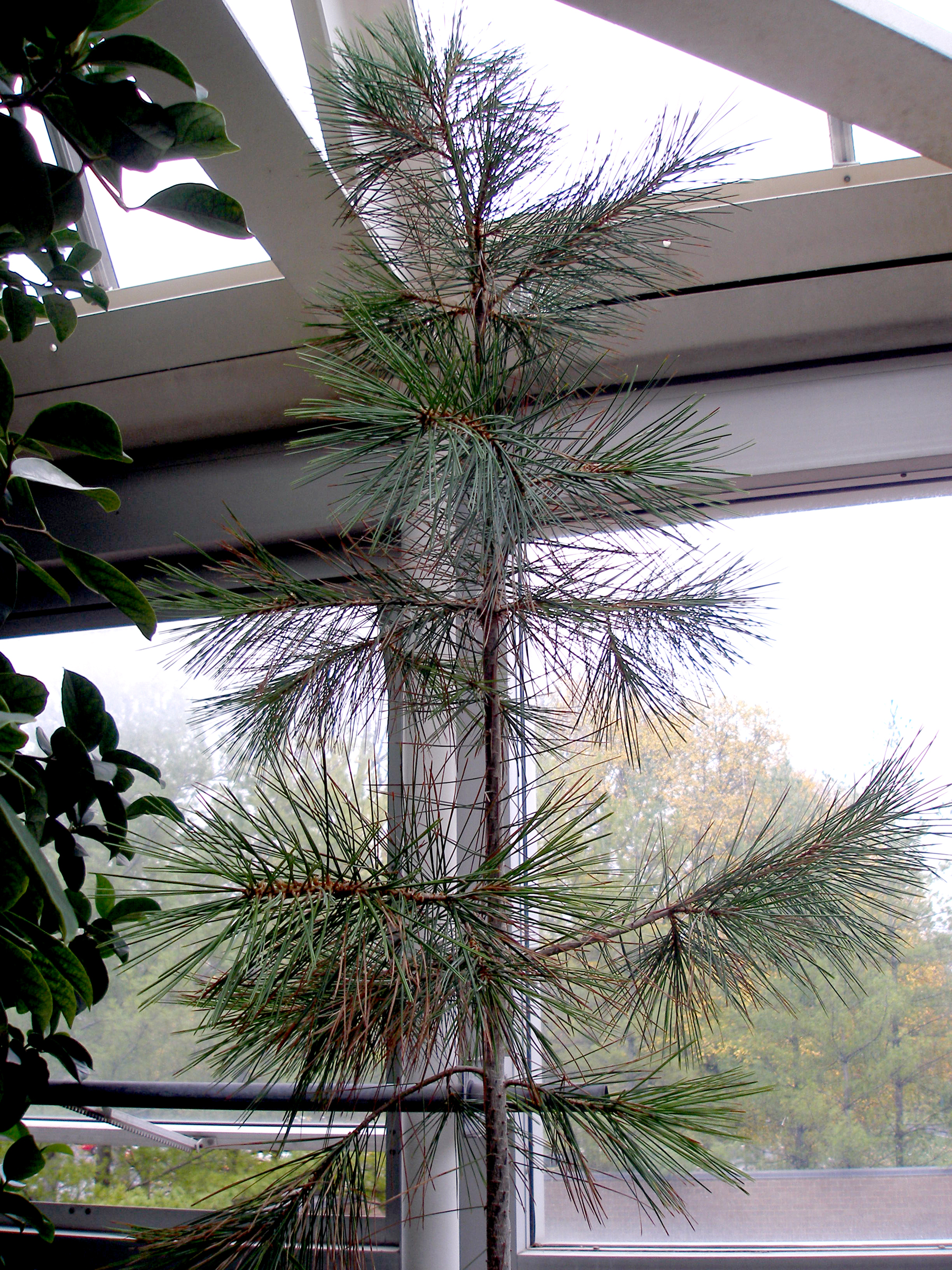
Vista de la planta

## Descripción
Alcanza una altura de entre 10 y 25 metros. Produce un piñón comestible fácil de pelar, de 2 cm de longitud, que se comercializa principalmente en India y Pakistán. Se le suele llamar piñón pakistaní para diferenciarlo del producido por el Pinus pinea o pino piñonero.
Las piñas miden entre 12,7 y 23 cm de largo y de 8 a 12 de diámetro. Las hojas forman grupos de 3 y miden entre 6 y 10 cm.

## Taxonomía
Pinus gerardiana fue descrito por Wall. ex D.Don y publicado en A Description of the Genus Pinus, ed. 3 2: (unnumbered page between 144 and 145), pl. 79. 1832.
Etimología
Pinus: nombre genérico dado en latín al pino.
gerardiana: epíteto latino que significa "con una hoja".
Sinonimia
- Pinus aucklandii Lodd. ex Gordon
- Pinus chilghoza Knight
- Pinus gerardii J.Forbes
- Pinus neosa Gouan ex W.H.Baxter[5][6]